# Infraestructura blava

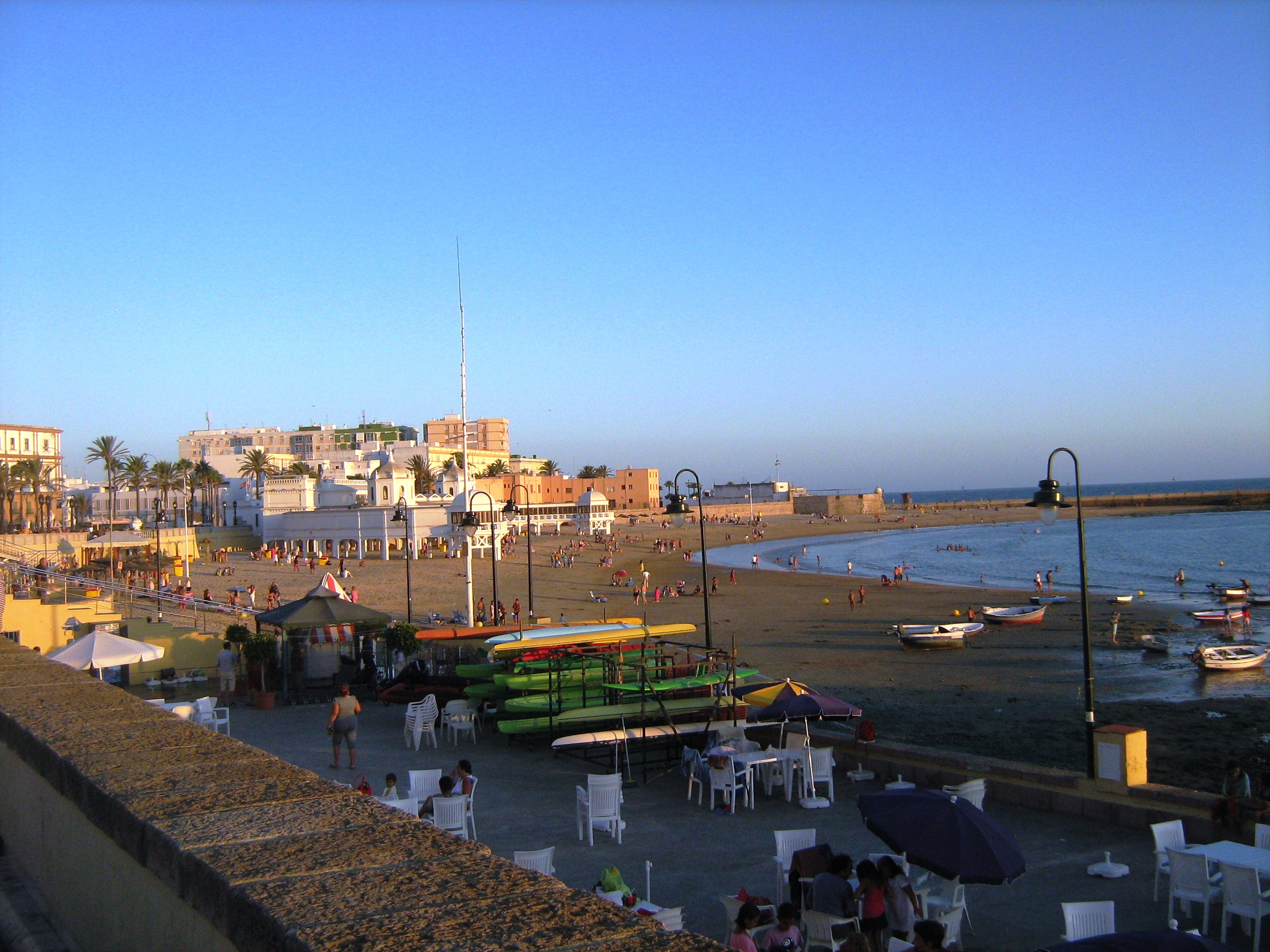
Platja de la Caleta a Cadis

El terme infraestructura blava (també anomenat espai blau) utilitzat en planejament urbanístic es refereix a zones a l'aire lliure accessibles al públic que compten amb miralls d'aigua integrats en el paisatge. En conjunt amb els espais verds (parcs, jardins, etc. específicament: espai obert urbà), aquestes àrees poden ajudar a reduir certs riscos de malalties relacionades amb les altes temperatures urbanes (illa de calor urbana).
Sovint, els espais blaus estan integrats de manera natural en la geografia de moltes ciutats a causa de la seva importància geopolítica històrica, com és el cas de l'exemple en el cas del riu Thames a Londres.
Els espais blaus poden ajudar a revitalitzar barris i promoure la interacció social, com es pot apreciar in projectes de renovació urbana de passejos fluvials com el parc del Pont de Brooklyn a Nova York, NY, EUA Sovint, en aquests llocs se celebren festivals que incrementen la interacció social temporalment, com és en el cas del festival de les llums de Nadal en Medellín, a Colòmbia. Les guies d'avaluació i certificació de salut en l'edificació -com WELL o Fitwel,suggereixen incorporar elements de disseny que contenen aigua com a estratègia per millorar la salut i el benestar dels ocupants de l'edifici.
Els barris amb accés a espais naturals atractius són susceptibles de sofrir gentrificació, de manera que els beneficis socials associats amb els espais blaus es troben distribuïts en molts casos de manera desigual, amb àrees de Justícia Mediambiental que manquen d'accessos a espais blaus de qualitat.

## Beneficis de salut dels espais blaus
La proximitat a paisatges aquàtics pot implicar certs riscos per als humans, incloent la transmissió de malalties a través de l'aigua, inundacions, o ofecs. Però l'evidència científica mostra que l'exposició a espais blaus també està associada amb una varietat de beneficis per la salut de les persones que viuen o passen temps prop d'aquestes àrees. Un dels mecanismes pel qual aquest fenomen pot ser explicat es denomina la «hipòtesi de la Biophilia» desenvolupada per Edward O. Wilson. Aquesta teoria proposa que els humans han desenvolupat una connexió forta amb naturalesa durant la seva evolució que comporta al desig d'estar envoltat d'entorns naturals, incloent els espais verds i blaus. Altres teories més recents proposen tres vies principals d'exposició que ajuden a explicar per què la proximitat als espais verds i blaus pot ser beneficiosa per a la salut humana. Una d'aquestes vies -Atenuació- explica aquests beneficis de salut amb relació a les millores físiques que els entorns naturals aporten a l'entorn construït, com són la reducció de illa de calor urbà, contaminació d'aire o soroll per tràfic. Una segona via -Instoració- se centra en les millores de salut associades amb l'increment d'activitat física i la connectivitat social promoguda per espais naturals. L'última via -Restauració -explica com les característiques relaxants dels entorns naturals poden reduir els sentiments negatius i augmentar la renovació cognitiva.

## Beneficis d'espais blaus en la salut física

### Increment d'activitat física
Diversos estudis mostren que les persones que viuen en àrees costaneres són menys sedentàries i estan més motivades per fer exercici físic adequat per la salut, fenomen que podria ser explicat per la presència de llargs passejos marítims que fomenten una sèrie d'esports. Una altra explicació possible es troba en els atributs estètics dels espais blaus que podrien motivar un increment d'activitats físiques en aquests entorns blaus. Però la proximitat a aquestes àrees blaves no és suficient en si mateixa per promoure l'increment d'exercici físic, ja que aquestes àrees han de ser fàcilment accessibles a la gent. Un estudi va descobrir que els adolescents que vivien prop de platges però amb una carretera principal entre l'habitatge i l'aigua feien -en general- menys exercici que aquells adolescents amb accés no interromput a la platja.

### Reducció d'obesitat
Els espais blaus poden reduir l'obesitat en promoure un increment d'activitat física, i un estudi suggereix que les persones que viuen en àrees urbanes lluny de zones verdes o blaves tenen més risc de ser obesos.

### Millora de la salut respiratòria
El viure prop d'espais blaus pot millorar la qualitat de vida de les persones que tenen malalties respiratòries, com l'asma, fenomen que podria ser explicat per la vaporització de l'aigua generada pel moviemento del mar, com es mostra en un estudi que mesura l'impacte dels espais verds i blaus en la salut de persones amb una malaltia pulmonar obstructiva crònica (COPD).

## Beneficis dels espais blaus en la salut mental

### Millora de la salut mental en general
Diversos investigadors van descobrir una reducció de casos psiquiàtrics entre la gent que viu a les àrees costaneres. Alguns dels estudis van trobar que l'exposició a l'oceà o a activitat física al llarg de passejos fluvials va ajudar a millorar la salut mental de veterans de guerra que sofreixen TEPT. Altres estudis mostren que realitzar esports aquàtics com el surf pot ajudar a fer front a problemes mentals, i pot millorar els sentiments d'autoestima i autosuficiència.

### Millora de l'estat anímic
L'exposició a espais blaus aquesta també associat amb l'increment de sentiments de felicitat. Un grup d'investigadors que estudien l'efecte dels espais verds i blaus en la felicitat va utilitzar una aplicació de mòbil per mesurar els sentiments de les persones mentre estaven prop de paisatges aquàtics. Els investigadors van identificar nivells de felicitat majors en les persones que estaven prop dels espais blaus. Coherentment amb les troballes que centren en salut física, els efectes positius dels espais blaus l'estat anímic de les persones disminueixen proporcionalment a la distància entre la residència i els augments d'aigua.

### Millora en la rehabilitació de drogues i alcohol
Intervencions educatives en espais blaus -com els cursos de navegació- demostren tenir un efecte positiu en les persones que estan en programes de rehabilitació de drogues i alcohol.

### Mètodes de valoració de l'impacte dels espais blaus en la salut
Els beneficis en la salut dels espais blaus poden ser realitzats mitjançant el mètode tradicional de les valoracions d'impacte de Salut. A més, un grup d'investigadors ha desenvolupat recientemanteuna eina específicament dissenyada per quantificar els beneficis de salut dels espais blaus.

## Mètodes d'avaluació dels efectes sobre la salut dels espais blaus
L'avaluació dels beneficis mediambientals d'una intervenció als espais blaus pot realitzar-se mitjançant una avaluació de l'impacte en la salut (EIS).

## Eines d'avaluació de la qualitat dels espais blaus
Un grup d'investigadors centrat als espais blaus ha desenvolupat una nova eina dissenyada específicament per quantificar la qualitat i els possibles beneficis per a la salut d'aquests. L'eina s'ha desenvolupat perquè la utilitzin les comunitats i els dissenyadors urbans i paisatgístics.